# Канадская национальная партия коренных народов
Кана́дская национа́льная па́ртия коренны́х наро́дов (КНПКН, англ. First Peoples National Party of Canada, FPNPC) — канадская федеральная политическая партия, целью которой является защита прав индейцев Канады.
Первое организационное заседание КНПКН прошло в октябре 2004 в Су-Сент-Мари. Похожая на неё Канадская партия коренных народов организовалась независимо от неё летом 2005. Хотя партии по-разному относились к сотрудничеству с национальными коренными организациями вроде Ассамблеи коренных народов, обе партии объединили свои заявления на регистрацию, чтобы облегчить получение признания Избирательной службой Канады. Одним из условий этого соглашения было проведение национального партийного съезда, на котором было проведено голосование по названию партии.
На федеральные выборы 2006 партия выдвинула пять кандидатов в Альберте, Британской Колумбии и Онтарио.
На федеральных выборах 2011 был выдвинут один кандидат.
Исполняющей обязанности главы партии являлась Барбара Уордло из Су-Сент-Мари, которую сменил Уильям Морин.